# アンサンブル・ディ・ライエ
アンサンブル・ディ・ライエ（ドイツ語: Ensemble Die Reihe）は、オーストリアのウィーンを拠点とする現代音楽アンサンブル。

## 沿革
1958年にフリードリヒ・ツェルハとクルト・シュヴェルツィクによってウィーンで創立された。国外での活躍も多く、ベルリン芸術週間、オランダ・フェスティヴァル、ワルシャワの秋フェスティヴァルなどの国際的な現代音楽祭に出演している。現在は指揮者にH.K.グルーバー、トロンボーンにクリスチャン・ムースピールをパートナーとして迎えている。